# Folkodyna
Folkodyna (łac. pholcodinum) – organiczny związek chemiczny, syntetyczna pochodna kodeiny o ok. 3-krotnie silniejszym działaniu przeciwkaszlowym. Nie wywołuje uzależnienia.

## Działania niepożądane
Mniejsze niż kodeina – nie powoduje zaparć i słabiej hamuje ośrodek oddechowy.
Mogą jednak wystąpić nudności, senność lub niepokój psychoruchowy i ataksja przy stosowaniu większych dawek.
Stosowanie folkodyny w okresie 12 miesięcy przed znieczuleniem ogólnym za pomocą leków blokujących przewodnictwo nerwowo-mięśniowe (NMBA) okazało się czynnikiem ryzyka wystąpienia reakcji anafilaktycznej, w związku z czym w 2022 r. w Polsce zalecono odradzanie pacjentom przyjmowania leków zawierających ten związek oraz zdecydowano o poparciu wniosku o wycofanie takich preparatów z obrotu w Unii Europejskiej.

## Dawkowanie
Folkodyna jest stosowana w maksymalnej dawce jednorazowej 20 mg natomiast maksymalna dawka dobowa wynosi 60 mg. Standardowo podawana jest 2–3 razy dziennie w dawkach 5–15 mg.